# بوشتون (کانزاس)
بوشتون (به انگلیسی: Bushton) شهری در ایالت کانزاس کشور ایالات متحده آمریکا است که جمعیت آن در سرشماری سال ۲۰۱۰ میلادی، ۲۷۹ نفر بوده‌است.